# Grotte de Cottier
Pour les articles homonymes, voir Cottier (homonymie).
La grotte de Cottier est un site archéologique situé dans le hameau de Cottier à 2 km au nord-ouest de la commune de Retournac, en Haute-Loire, qui a livré des vestiges magdaléniens. Le site est aujourd'hui fermé au public.

## Situation
Le site est à 100 m du hameau de Cottier en rive gauche (côté nord) de la Loire, à 1,8 km au nord-ouest du bourg de Retournac. Il est abrité dans le creux d'une ancienne anse du cours d'eau ouverte vers le sud.
Elle est à une quarantaine de mètres au-dessus du bassin alluvial, soit environ 570 m d'altitude, à peu près à l'aplomb sous le hameau d'Orcier.

## Historique des recherches
La grotte est découverte en septembre 1920, par des carriers exploitant le basalte, avant d'être obstruée par des éboulis. Les premières explorations archéologiques datent de 1920, par le professeur Mayet, de Lyon, et H. Matte, inspecteur d'Académie au Puy ; ils ramassent divers silex en surface.
Les fouilles sont activement reprises en 1948 par Pierre Bout, professeur de sciences naturelles, qui commence par une série de sondages et en publie une mention (1952) et une étude (1953) ; Bordes (1953) en étudie la collection lithique 
et Bouchud & Bouchud (1953) en examinent la faune.
Puis les fouilles reprennent en 1968 avec le professeur Jacques Virmont, membre du groupe archéologique "Forez-Jarez" à Saint-Étienne, pour le compte du Ministère des Affaires culturelles,,.
La grotte a livré des phalanges et des dents d'Ursus spelaeus, exposées au musée Crozatier du Puy-en-Velay.

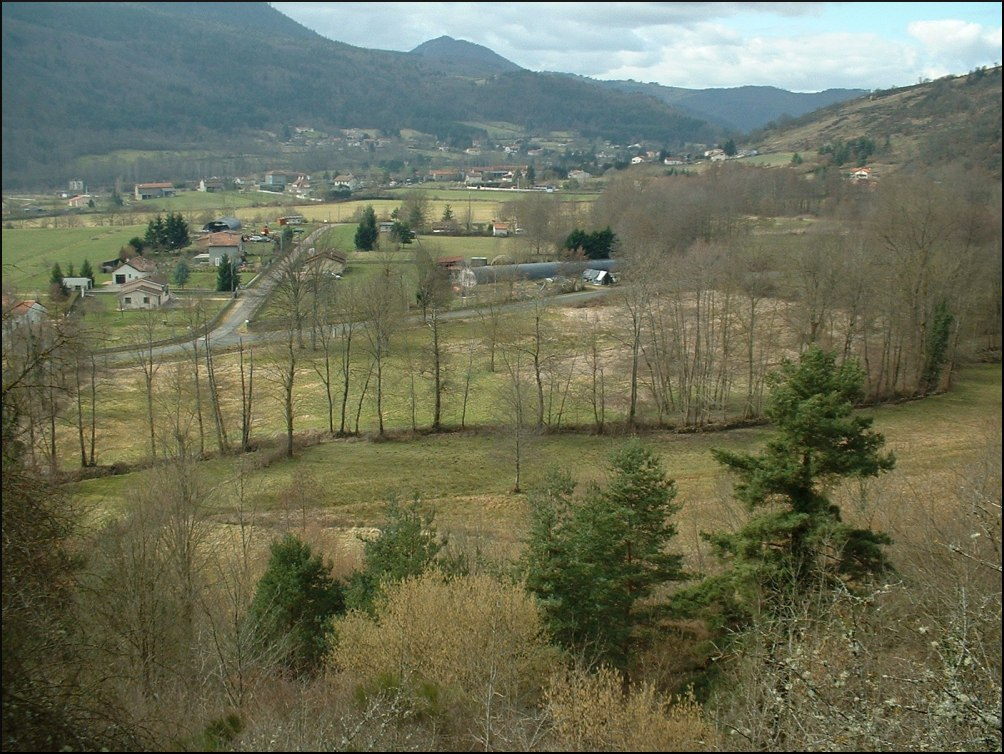
La vallée de la Loire vue de la grotte

## Principales découvertes
Les différentes interventions ont permis de découvrir plus de quatre mille vestiges archéologiques : sagaies en bois de rennes, aiguilles à chas en os, dents percées utilisées comme pendentifs. Ces découvertes sont attribuées au Magdalénien inférieur et datent donc de 15 000 à 18 000 ans av. J.-C. Une datation réalisée avant 1976 sur un os calciné du niveau 2 a donné 18 550 ans ± 550 ans AP.
Les archéologues ont également découvert dans la grotte des restes d'animaux : cuon des cavernes, lemming à collier, campagnol des neiges, renne, chamois et bouquetin. Cet assemblage de faune indique un climat froid.

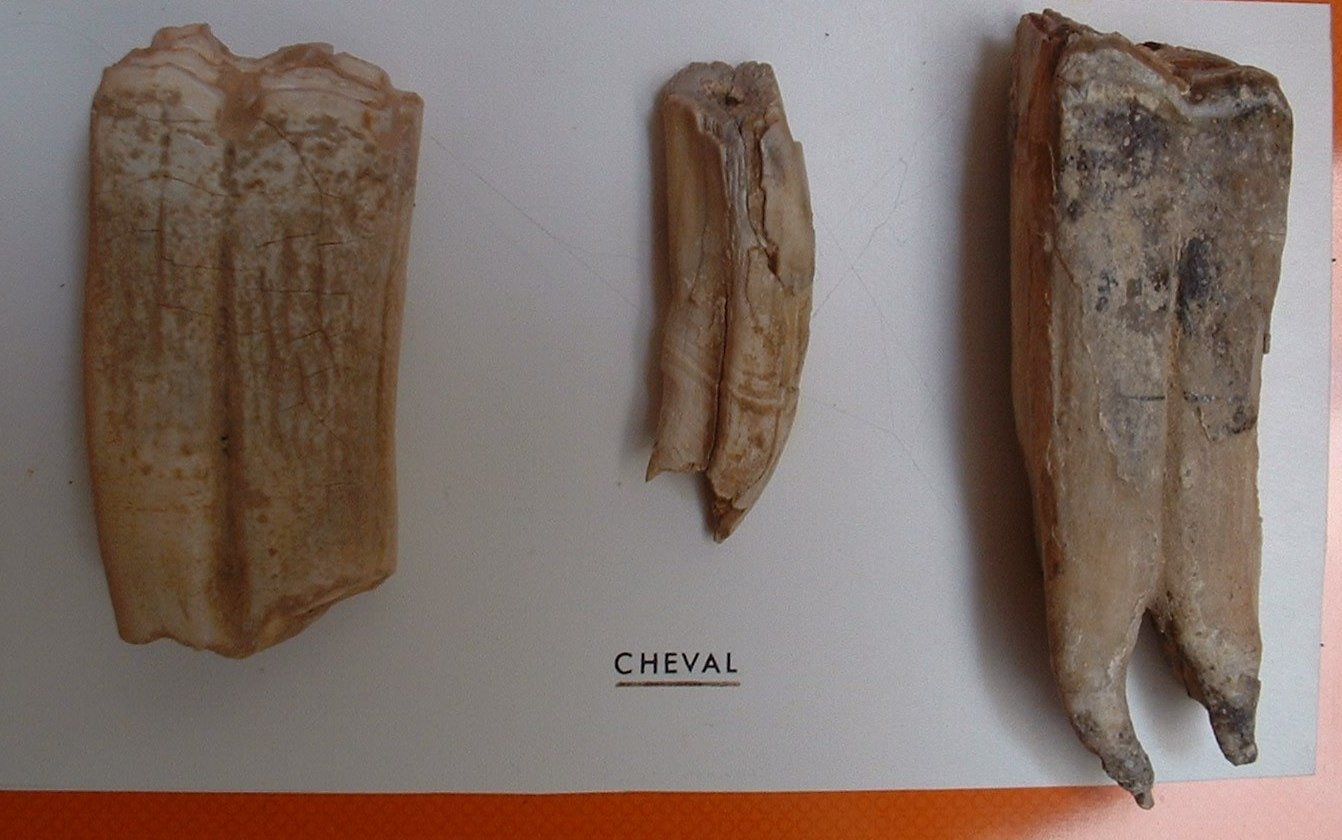
Dents de chevaux
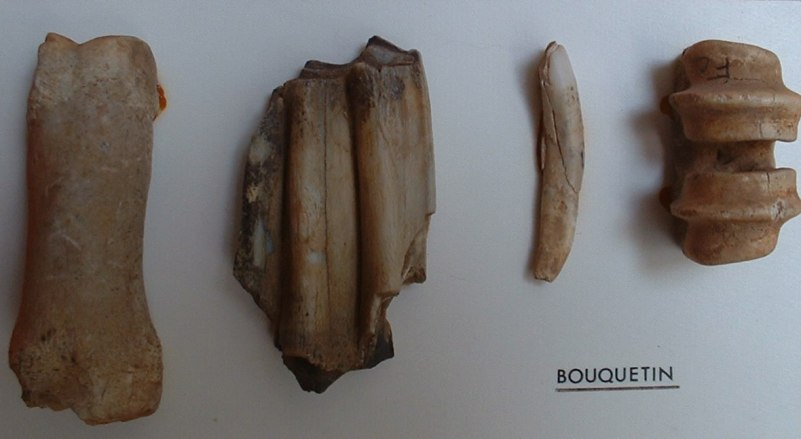
Os de bouquetins
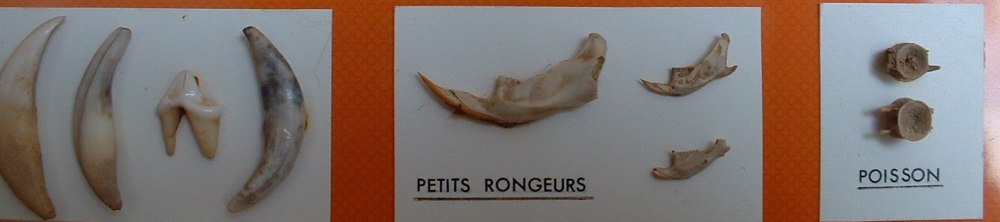
Dents de carvivores, mâchoires de petits rongeurs et vertèbres de poissons
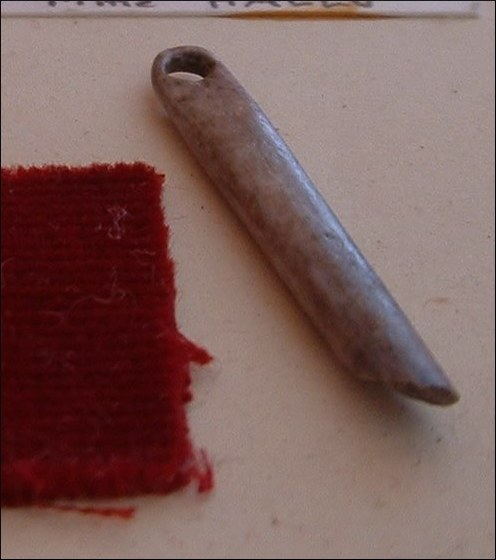
Aiguille à chas en os, fragment
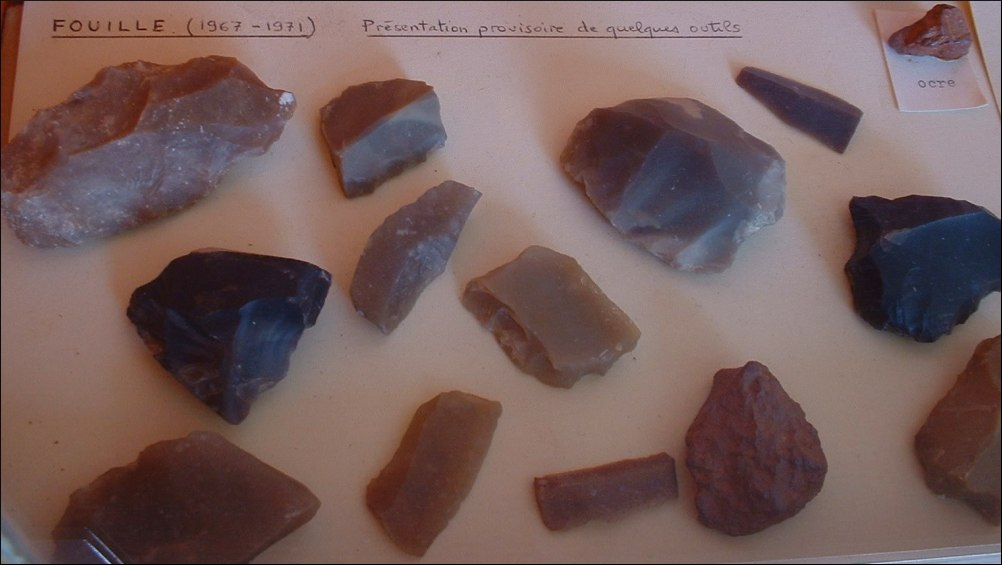
Industrie lithique

## Visites et lieux d'exposition
La grotte de Cottier n'est pas ouverte à la visite, l'accès en falaise est dangereux, et des grilles en verrouillent l'accès. L'industrie est exposée au musée Crozatier du Puy-en-Velay et à l'office du tourisme de Retournac ; quelques objets issus des fouilles sont visibles dans la maison d'accueil du château d'Artias.

## Autres sites à proximité
La grotte d'Orcier est mise au jour en octobre 1911 par l'avancement de l'exploitation de la carrière, dans la même falaise que la grotte de Cottier mais à 50 m au-dessus de cette dernière (donc plus près du hameau d'Orcier en haut de la falaise). Une équipe de plusieurs personnes (H. Matte, J. Pagès-Allary, A. Lauby et G. Charvilhat) effectue des sondages qui pourraient avoir atteint 4 m,.
Elle est détruite par la même exploitation qui l'a mise au jour - elle n'existait déjà plus en 1920. Virmont (1976) précise qu'aucun vestiges humain n'y a été trouvé. Un os humain (peut-être un crâne) y aurait été découvert et pourrait se trouver au musée de Saint-Germain-en-Laye[réf. nécessaire].